# Sibongile Khumalo
Sibongile Khumalo (Soweto, 1957. szeptember 24. – 2021. január 28.) zulu származású dél-afrikai dzsessz-, népdal- és opera-énekesnő (mezzoszoprán.

## Élete
Apja, Khabi Mngoma zenetanár volt, anyja ápolónő szép althanggal. Apja kezdte zenei képzését, majd nyolcéves korától Emily Motsieloánál tanult hegedülni, énekelni, színjátékot és táncolni. Meghatározóak voltak pályaválasztásában Janis Joplin, Jimi Hendrix, Miriam Makeba és más világhírű dzsesszénekesek hangja. Dame Joan Sutherland, Maria Callas hatására döntött úgy 14 éves korában, hogy operaénekes lesz. Apja próbálta lebeszélni róla, mert szerinte esélytelen egy fekete bőrű énekes külföldi tanulásra. Művészeti főiskolán szerzett diplomát zene mellett személyi menedzsmentből. 
Zenetanárként kezdte pályáját magániskolákban, mivel az apartheidrendszer miatt állami oktatási intézményekben nem kaphatott állást. 1991-ben lett hivatásos énekes. 1993-ban a Grahamstown Fesztiválon elnyerte a Standard Bank Young Artist díját. Első CD-je 1996-ban jelent meg.
Dél-Afrikában dzsesszénekesként mutatkozott be. Operában a Carmen címszerepében debütált Durbanban és Roodepoortban. Világpremieren énekelte Magogo hercegnő szerepét az első zulu nyelvű operában. Oratóriumok szólistájaként is rendszeresen fellépett (Messiás, Verdi: Requiem stb.) Énekelt a Nelson Mandela 75. születésnapjára és beiktatására rendezett koncerteken. Hazájában nagy megbecsülésnek örvendett, több állami díjat kapott.

## Szerepei
- Georges Bizet: Carmen – címszerep
- Mzilikazi Khumalo: Magogo kaDinuzulu hercegnő – címszerep
- Roelof Temmingh: Buchuland – Ma Bantjies
- Giuseppe Verdi: A trubadúr – Azucena
- Giuseppe Verdi: Aïda – Amneris

## Diszkográfia
- Ancient Evenings, 1996
- Live at the Market Theatre, 1998
- Immortal Secrets, 2000
- Quest, 2002
- Sibongile Khumalo, 2006
- Breath of life, 2016

## Fordítás
- Ez a szócikk részben vagy egészben  a   Sibongile Khumalo című angol Wikipédia-szócikk ezen változatának fordításán alapul.  Az eredeti cikk szerkesztőit annak laptörténete sorolja fel. Ez a jelzés csupán a megfogalmazás eredetét és a szerzői jogokat jelzi, nem szolgál a cikkben szereplő információk forrásmegjelöléseként.